# Alta tensione (film 1937)
Alta tensione (Slim) è un film del 1937 diretto da Ray Enright. Interpretato da Pat O'Brien, Henry Fonda e Margaret Lindsay, è l'adattamento cinematografico del romanzo del 1934 Slim di William Wister Haines.

## Trama
Slim, affascinato dalle linee elettriche che passano vicino alla sua fattoria, cerca lavoro in un'azienda elettrica. Ma la cosa non è così facile: riuscirà ad essere assunto solo quando uno della squadra verrà licenziato. Red Blayd, un veterano del mestiere, prende sotto la sua protezione Slim. Quando uno degli operai, Wyatt Ranstead, muore cadendo dall'alto, la compagnia invia il vice presidente a indagare su quella morte. Per non far perdere il lavoro a Pop, il loro caposquadra, Red entra deliberatamente in conflitto con il manager, mentendo sui fatti con la conseguenza che viene licenziato. Per lealtà, anche Slim si licenzia e i due se ne vanno via insieme.
In ogni caso, il loro lavoro è stato ben pagato e, con il denaro in tasca, si recano a Chicago, dove è infermiera Cally, la ragazza di Red. Tra ristoranti eleganti e locali notturni, i soldi finiscono presto e i due si mettono alla ricerca di un nuovo lavoro, con Cally che però prega Red di farla finita con quella vita pericolosa prima di restare vittima di qualche incidente.
I due sono presi in una squadra nel deserto e Slim resta gravemente ferito da una coltellata di Wilcox, un altro operaio, che vuole vendicarsi per una mancata promozione andata invece a Red. In ospedale, Slim viene curato da Cally e i due si innamorano, decidendo di sposarsi. Ma, quando lei gli trova un lavoro d'ufficio, lui lo rifiuta perché preferisce continuare a lavorare sui fili dell'alta tensione. Cally, che non vuole restare presto vedova, manda all'aria il matrimonio. Deluso e pieno di rabbia, Slim ritorna nell'Est insieme a Red per andare a lavorare nella nuova squadra di Pop.
Scoppia una violenta tempesta che butta giù i cavi. Gli uomini della squadra devono andare a riparare la linea elettrica e, con orrore, Cally - che ha raggiunto lì i due compagni - assiste alla morte di Red e di un altro operaio. Ora la ragazza spera che quella morte farà cambiare l'atteggiamento di Slim. Ma quando lui decide di affrontare la tempesta di neve per andare a riparare il guasto, lei lo rassicura dicendogli che, in ogni caso, sarà lì ad aspettare il suo ritorno.

## Produzione
Il film fu prodotto dalla Warner Bros. Pictures Inc.. Le riprese furono effettuate in 44 giorni e iniziarono in Nevada, alla Boulder Dam, la diga realizzata nel 1935, situata nel Black Canyon lungo il corso del fiume Colorado.
Gli interni del film vennero girati nei Warner Brothers Burbank Studios, al 4000 di Warner Boulevard, a Burbank

## Distribuzione
Distribuito dalla Warner Bros., il film fu presentato in prima a New York il 23 giugno 1937, uscendo poi nelle sale cinematografiche il giorno seguente. In Francia, fu distribuito il 15 dicembre 1937. Nella Germania Federale, fu trasmesso in prima alla tv l'8 maggio 1982.